# Pseudopoda kasariana
Pseudopoda kasariana är en spindelart som beskrevs av Jäger och Ono 2002. Pseudopoda kasariana ingår i släktet Pseudopoda och familjen jättekrabbspindlar. Inga underarter finns listade i Catalogue of Life.